# Christoph Dieckmann
Christoph Dieckmann (Bonn, 7 de enero de 1976) es un deportista alemán que compitió en voleibol, en la modalidad de playa. su hermano gemelo Markus compitió en el mismo deporte.
Ganó una medalla de oro en el Campeonato Europeo de Vóley Playa de 2006. Participó en dos Juegos Olímpicos de Verano, ocupando el quinto lugar en Atenas 2004 y el 19.º en Pekín 2008.

## Palmarés internacional
| Campeonato Europeo | Campeonato Europeo     | Campeonato Europeo | Campeonato Europeo |
| Año                | Lugar                  | Medalla            | Pareja             |
| ------------------ | ---------------------- | ------------------ | ------------------ |
| 2006               | La Haya (Países Bajos) | Medalla de oro     | Julius Brink       |